# Liste der Landwirtschafts- und Fischereiminister Osttimors

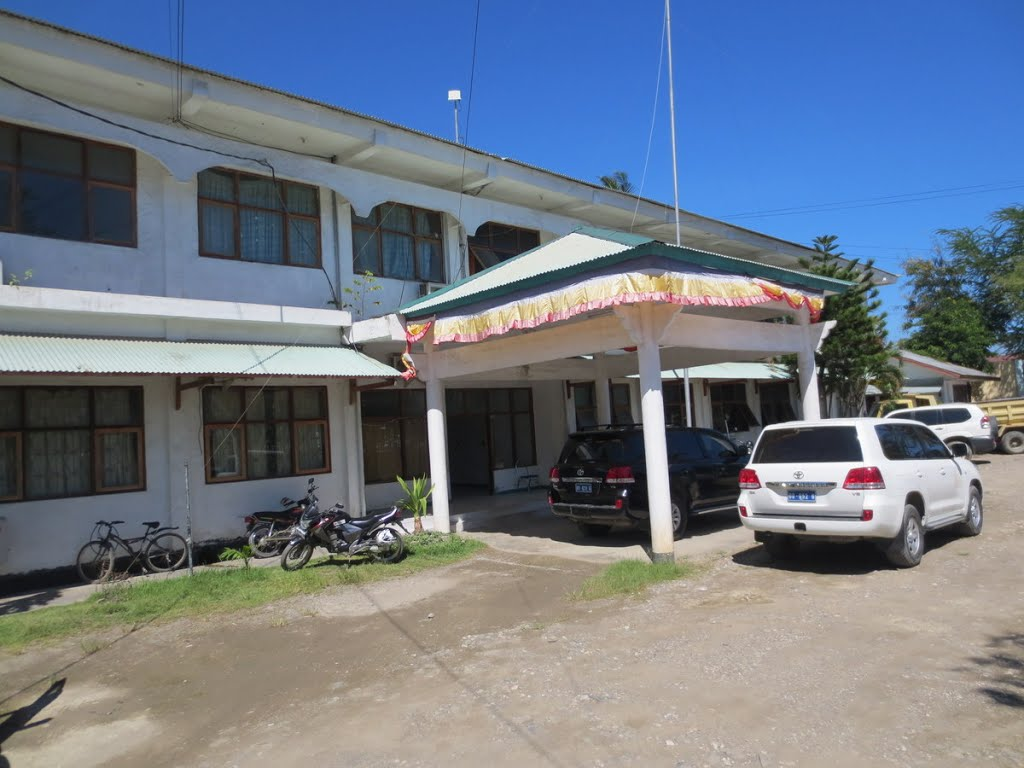
Büro für Forstwirtschaft in Caicoli, Landwirtschafts- und Fischereiministerium

Dies ist eine Liste der Landwirtschafts- und Fischereiminister Osttimors Osttimors seit der Ausrufung der Unabhängigkeit 1975. Zusätzlich werden die dem Ministerium für Landwirtschaft und Fischerei MAP zugeordneten Vizeminister und Staatssekretäre angegeben.

## Landwirtschafts- und Fischereiminister
| Landwirtschafts- und Fischereiminister Osttimors | |               |                        |               |           |
| Regierung                                        | Amt | Foto          | Name                   | Partei        | Amtszeit  |
| Regierung der FRETILIN/ Exilregierung            | nicht besetzt                                                                                           | nicht besetzt | nicht besetzt          | nicht besetzt | 1975–2000 |
| I UNTAET                                         | nicht besetzt                                                                                           | nicht besetzt | nicht besetzt          | nicht besetzt | 2000–2001 |
| II UNTAET                                        | Minister für Landwirtschaft und Fischerei                                                               |               | Estanislau da Silva    | FRETILIN      | 2001–2002 |
| I.                                               | Minister für Landwirtschaft, Forstwirtschaft und Fischerei                                              |               | Estanislau da Silva    | FRETILIN      | 2002–2006 |
| II.                                              | Minister für Landwirtschaft, Forstwirtschaft und Fischerei stellvertretender Premierminister            |               | Estanislau da Silva    | FRETILIN      | 2006–2007 |
| III.                                             | Minister für Landwirtschaft, Forst und Fischerei                                                        |               | Francisco Benevides    | FRETILIN      | 2007      |
| IV.                                              | Minister für Landwirtschaft, Forstwirtschaft und Fischerei                                              |               | Mariano Sabino Lopes   | PD            | 2007–2012 |
| V.                                               | Minister für Landwirtschaft, Forstwirtschaft und Fischerei                                              |               | Mariano Sabino Lopes   | PD            | 2012–2015 |
| VI.                                              | Minister für Landwirtschaft und Fischerei Staatsminister und Koordinator für Wirtschaftsangelegenheiten |               | Estanislau da Silva    | FRETILIN      | 2015–2017 |
| VII.                                             | Minister für Landwirtschaft und Fischerei Staatsminister                                                |               | Estanislau da Silva    | FRETILIN      | 2017–2018 |
| VIII.                                            | Minister für Landwirtschaft und Fischerei                                                               |               | Joaquim Gusmão Martins | KHUNTO        | 2018–2020 |
| VIII.                                            | Minister für Landwirtschaft und Fischerei                                                               |               | Pedro dos Reis         | KHUNTO        | 2020–2023 |
| IX.                                              | Minister für Landwirtschaft, Viehzucht, Fischerei und Forstwirtschaft                                   |               | Marcos da Cruz         | CNRT          | seit 2023 |

## Vizeminister
| Vizeminister                          |                                                      |               |                         |               |           |
| Regierung                             | Amt                                                  | Foto          | Name                    | Partei        | Amtszeit  |
| Regierung der FRETILIN/ Exilregierung | nicht besetzt                                        | nicht besetzt | nicht besetzt           | nicht besetzt | 1975–2000 |
| I UNTAET                              | nicht besetzt                                        | nicht besetzt | nicht besetzt           | nicht besetzt | 2000–2001 |
| II UNTAET                             | nicht besetzt                                        | nicht besetzt | nicht besetzt           | nicht besetzt | 2001–2002 |
| I.                                    | Vizeminister für Kaffee und Forstwirtschaft          |               | Francisco Benevides     | FRETILIN      | 2005–2006 |
| II.                                   | Vizeminister für Landwirtschaft, Forst und Fischerei |               | Francisco Benevides     | FRETILIN      | 2006–2007 |
| III.                                  | nicht besetzt                                        | nicht besetzt | nicht besetzt           | nicht besetzt | 2007      |
| IV.                                   | nicht besetzt                                        | nicht besetzt | nicht besetzt           | nicht besetzt | 2007–2012 |
| V.                                    | Vizeminister für Landwirtschaft und Fischerei        |               | Marcos da Cruz          | PD            | 2012–2015 |
| VI.                                   | Vizeminister für Landwirtschaft und Fischerei        |               | Marcos da Cruz          | PD            | 2015–2017 |
| VII.                                  | Vizeminister für Landwirtschaft und Fischerei        |               | Deolindo da Silva       | FRETILIN      | 2017–2018 |
| VIII.                                 | Vizeminister für Landwirtschaft und Fischerei        |               | Abílio Xavier de Araújo | FRETILIN      | 2020–2023 |
| IX.                                   | nicht besetzt                                        | nicht besetzt | nicht besetzt           | nicht besetzt | seit 2023 |

## Staatssekretäre
| Staatssekretäre                       |                                                    |               |                                  |               |             |
| Regierung                             | Amt                                                | Foto          | Name                             | Partei        | Amtszeit    |
| Regierung der FRETILIN/ Exilregierung | nicht besetzt                                      | nicht besetzt | nicht besetzt                    | nicht besetzt | 1975–2000   |
| I UNTAET                              | nicht besetzt                                      | nicht besetzt | nicht besetzt                    | nicht besetzt | 2000–2001   |
| II UNTAET                             | nicht besetzt                                      | nicht besetzt | nicht besetzt                    | nicht besetzt | 2001–2002   |
| I.                                    | nicht besetzt                                      | nicht besetzt | nicht besetzt                    | nicht besetzt | 2002–2006   |
| II.                                   | nicht besetzt                                      | nicht besetzt | nicht besetzt                    | nicht besetzt | 2006–2007   |
| III.                                  | nicht besetzt                                      | nicht besetzt | nicht besetzt                    | nicht besetzt | 2007        |
| IV.                                   | Staatssekretär für Land- und Forstwirtschaft       |               | Marcos da Cruz                   | PD            | 2007–2012   |
| IV.                                   | Staatssekretär für Fischerei                       |               | Eduardo de Carvalho              | PD            | 2007–2010 † |
| IV.                                   | Staatssekretär für Viehzucht                       |               | Valentino Varela                 | CNRT          | 2007–2012   |
| V.                                    | Staatssekretär für Forstwirtschaft und Naturschutz |               | João Cardoso Fernandes           | PD            | 2012–2015   |
| V.                                    | Staatssekretär für Fischerei                       |               | Rafael Pereira Gonçalves         | CNRT          | 2012–2015   |
| V.                                    | Staatssekretär für Viehzucht                       |               | Valentino Varela                 | CNRT          | 2012–2015   |
| VI.                                   | nicht besetzt                                      | nicht besetzt | nicht besetzt                    | nicht besetzt | 2015–2017   |
| VII.                                  | Staatssekretär für Landwirtschaft und Fischerei    |               | Cipriano Esteves Ferreira        | PLP           | 2017–2018   |
| VIII.                                 | Staatssekretär für Fischerei                       |               | Elídio de Araújo                 | KHUNTO        | seit 2020   |
| IX.                                   | Staatssekretär für Fischerei                       |               | Domingos dos Santos da Conceição | CNRT          | 2012–2015   |
| IX.                                   | Staatssekretär für Viehzucht                       |               | José Vieira de Araújo            | -             | 2012–2015   |
| IX.                                   | Staatssekretär für Forstwirtschaft                 |               | Ferdinando Vieira                | PD            | 2012–2015   |

## Belege
Für Belege siehe Artikel zu den einzelnen Regierungen.